# والتر إس. بينتر
والتر إس. بينتر (بالإنجليزية: Walter S. Painter)‏ هو مهندس معماري أمريكي، ولد في 1877، وتوفي في 1957.